# Карменсита (филм, 1894)
„Карменсита“ (на английски: Carmencita) е американски късометражен документален ням филм от 1894 година, заснет от режисьора Уилям Кенеди Диксън в лабораториите на Томас Едисън в Ню Джърси.

## Сюжет
Филмът показва испанската танцьорка Карменсита, която облечена в съответствие с модата от края на XVIII век в широка рокля с поддържащи обръчи, изпълнява своя танц пред камерата. Тя танцува върху дървена сцена в кафенето „Koster & Bial“.

## В ролите
- Карменсита

## Продукция
Филмът е заснет с кинетограф при честота 40 кадъра в секунда. Дължината му е стандартна за зората на кинематографията. Въпреки че времетраенето му е едва 21 секунди, филмът е бил сниман в продължение на шест дни. Според киноисториците, Карменсита е първата жена, заснета танцувайки пред камерата.